# 荒木飛呂彦短編集 ゴージャス☆アイリン
『荒木飛呂彦短編集 ゴージャス☆アイリン』（あらきひろひこたんぺんしゅうゴージャス アイリン、GORGEOUS IRENE）は、集英社の『週刊少年ジャンプ』と『フレッシュジャンプ』にて読み切り掲載された荒木飛呂彦の漫画作品を収録した短編集（単行本）。後に愛蔵版が『ゴージャス・アイリン 荒木飛呂彦短編集』のタイトルで刊行されている。
短編集としては著者の第1弾にあたり、タイトル作品である『ゴージャス☆アイリン』2話、『魔少年ビーティー』の連載前のパイロット版、読切『バージニアによろしく』、著者のデビュー作『武装ポーカー』を収録している。『アウトロー・マン』の収録有無は媒体によって異なる。

## 収録作品

### ゴージャス☆アイリン
表題作であり、2話ある。週刊少年ジャンプ特別編集「AutumnSpecial」（1985年）、週刊少年ジャンプ特別編集「スーパージャンプ」創刊号（1986年）に収録。荒木飛呂彦の作品では初の女性を主人公にした作品であり、元々連載に移行する予定であったというが、荒木は「ダメだ」と思って中断し『ジョジョの奇妙な冒険』に移行したという。

#### あらすじ
大女の館の巻
現代のアメリカ。アイリン・ラポーナは、16歳にしてプロの殺し屋である。彼女はイタリア・シチリア島で殺人技術を受け継いでいた一族の血を引き、稀代の殺し屋であった父親から技術を伝授されていた。しかし、彼女はその力を悪に用いることはなく、正義のためにのみ殺しを引き受けている。
ある時、仕立て屋の青年が彼女を訪ね、町を牛耳る犯罪組織の女ボス・ローパーを殺して欲しいと訴える。彼の父親は新聞記者で、記事がローパーの癪に障り、惨殺されていた。アイリンは「永遠の友情」を結ぶことを条件に、彼の依頼を受け入れる。しかし、青年はじきにローパー一味に捕えられる。凄惨な拷問を受けた彼は、殺し屋・アイリンを雇った事実を白状してしまう。
アイリンを返り討ちにせんと待ち構えるローパー一味だったが、召使いの老婆が突如若い美女へと変身していく。彼女こそが殺し屋、ゴージャス・アイリンであり、彼女の「秘技」とはメイクによる暗示で肉体を自在に変幻させるものであった。
スラム街に来た少女の巻
かつてアイリンの父の命を奪った巨大犯罪組織がアイリンの命を狙い始めた。組織に追われる身となったアイリンは、執事の老人を殺されて天涯孤独となりながらもスラム街に逃げ込む。そこで彼女は、ミュージシャン志望の不良青年・マイケルと知り合う。初めはよこしまな考えからアイリンに接近したマイケルだったが、じきに彼女が醸しだす奇妙な魅力の虜となり、彼女を庇護する気持ちで自分のアパートへと連れ帰る。しかし、そこにも犯罪組織の手が迫る。

#### 登場人物
アイリン・ラポーナ
本作の主人公。殺し屋一族の血を引く16歳の少女。純粋な性格をしている。
父から殺しの技術を数多く受け継いでおり、中でも「化粧をする」事で自分に暗示をかけ、肉体を変化させ別人の姿に変身するという技術を得意とする。
殺し屋としての仕事をする時には「戦いのメイク」と呼ぶ化粧によって完璧なプロポーションと冷酷な性格を併せ持つ美女の殺し屋「ゴージャス・アイリン」に変身する。
執事
アイリンの世話をしている執事の老人。アイリンにとっては唯一の身寄りである。
「スラム街に来た少女の巻」でアイリンを逃がすために刺青の女に立ち向かうも力及ばず殺されてしまう。
仕立て屋の青年
港町に住む仕立て屋の青年。第1話の語り部。
ローパーに父親を殺され、その仇を討つためアイリンにローパーの暗殺を依頼する。
ローパー
仕立て屋の青年が住む港町を支配する犯罪組織の女ボス。筋肉質で大柄な体躯に加え身長が3メートル近くあることから「大女」の異名で呼ばれる。
力も非常に強く、巨大なチェーンソーを武器として戦う。
マイケル
スラム街に住むプエルトリコ系の青年。ミュージシャンを目指している。
偶然スラム街に迷い込んできたアイリンと出会い、当初は彼女に対し強盗を働こうとしたが、やがて彼女が身寄りを亡くして天涯孤独になっていたことを知り、彼女を自分の棲むアパートで匿うことにする。
刺青の女
トニーがアイリン抹殺のために放った刺客。背中に刺青を入れた女性。
背中の刺青を自在に動かす技を持つ。
トニー・ボウモント
アメリカ最大のシンジケートを統べるボス。表向きはホテル王としてふるまう。
かつてアイリンの父が所属していた犯罪組織を壊滅させ、アイリンの父を殺害した。
アイリンを抹殺するために彼女をアメリカ全土に指名手配し、自身も刺客を放ってアイリンの命を狙う。

### 魔少年ビーティー
1982年・フレッシュジャンプ3号に収録。『魔少年ビーティー』連載前の「パイロット読切版」である。

#### あらすじ
舞台は現代の日本。中学生・麦刈公一が友人の「12歳にして悪魔的頭脳を持ち、罪悪感ゼロの恐るべき犯罪少年、通称Ｂ・Ｔ」のエピソードを語る。ある日、町でルポライターが殺害され、参考人として中学生の中川冬子が拘束される。彼女が警察に語るところによれば、ルポライターに乱暴されかかり、咄嗟にその場にあったはさみで刺殺してしまったという。冬子に恋心を抱いているらしいビーティーは、何とかして彼女の無実を証明しようとする。

### バージニアによろしく
1981年・週刊少年ジャンプ8月1日増刊号に収録。

#### あらすじ
宇宙船デリンジャー号は、生活物資の運搬船として地球と金星間を往復している。乗組員ヒロシ・タケモトはロボットのクライドと共に宇宙旅行の退屈しのぎとして料理作りに興じていたところ、船外から謎の通信が届く。その通信は、デリンジャー号内に2つの爆弾を仕掛けたと語る。冗談だろうと笑い飛ばすヒロシだったが、直後に大爆発が発生し、脱出用の小型艇が破壊される。通信は更に、60分後にもう一つの大型爆弾『バージニア』が爆発する事を予告し「バージニアによろしく」と言葉を残して通信を切った。ヒロシは船長のマットやクライドと共に爆弾の解除を試みる。

### 武装ポーカー
1981年・週刊少年ジャンプ1号に収録。第20回手塚賞準入選作であり、荒木のデビュー作である。

#### あらすじ
西部開拓時代のアメリカ。保安官もおらず隣町まで行くのにも馬で3日かかるという、法の真空地帯の町が舞台である。そこに住む賞金首の悪人、ドン・ペキンパーは、酒場で出合った新顔の男に、ポーカーの勝負を挑む。その男マイク・ハーパーは、実はペキンパーとほぼ互角の銃とポーカーの腕を持つ賞金首だった。ハーパーの手管に乗せられ、負けが込んでいらつくペキンパーは、偶然に3のフォアカードを引き当てる。ペキンパーは悪魔の微笑をもらしつつ「面白いアイデアを思い付いた」とハーパーに提案する。それはお互いの命綱ともいえる拳銃を賭けようというものだった。2人の賞金首を前にして、酒場の男たちが殺気立ち始める。

### アウトロー・マン
1982年・週刊少年ジャンプ1月10日増刊号に収録。愛蔵版と文庫版には収録されているが、最初のコミック版と、ムック版には未収録。
初期の短編作品を完全網羅するために、愛蔵版の刊行の際に追加収録された。原画を紛失していたため、掲載当時の誌面からデジタルにて複製と処理を施し収録された。そのため絵の質が他の収録作品に比べて荒くなっている。

#### あらすじ
西部開拓時代のアメリカ。その男「アウトロー・マン」は賞金首としてピンカートン探偵社の追撃を受けている。逃げ回るルートを予測して待ち伏せる「逆尾行」や、草の埃や川底に残った痕跡までも見極めて彼を追う探偵たち。アウトロー・マンはついに愛馬のキャメロンを撃ち殺され、絶体絶命の危機に追い込まれる。

## 書籍情報
すべて集英社より刊行。
- コミック版 1987年2月発売 ISBN 978-4-420-13157-5
- 愛蔵版 2004年3月19日発売 ISBN 978-4-087-82071-3
- ムック版 2007年10月発売 ISBN 978-4-081-09491-2
- 文庫版 2012年12月16日 ISBN 978-4-086-19309-2